# In-line park (Vítkovice)
In-line park (nazývaný také Sportovní areál U Cementárny) je multifunkční sportovní městský park, který se nachází v Ostravě–Vítkovicích (části Ostravy) v okrese Ostrava-město v Moravskoslezském kraji. V parku jsou tratě pro in-line bruslení, hřiště pro různé míčové hry, tenis, šatny, skatepark, parkour.
Uvnitř oplocené části areálu jsou dvě in-line dráhy. Jedna s klopenými zatáčkami a mantinely (délka 200 m pro zkušené bruslaře) a druhá s asfaltovým povrchem (délka 400 m). Třetí (nejdelší) in-line dráha s asfaltovým povrchem má délku 1,2 km a vede i mimo oplocenou část areálu, kde její venkovní část je kdykoliv přístupná. In-line dráhy mají šířku 4 m.

## Další informace

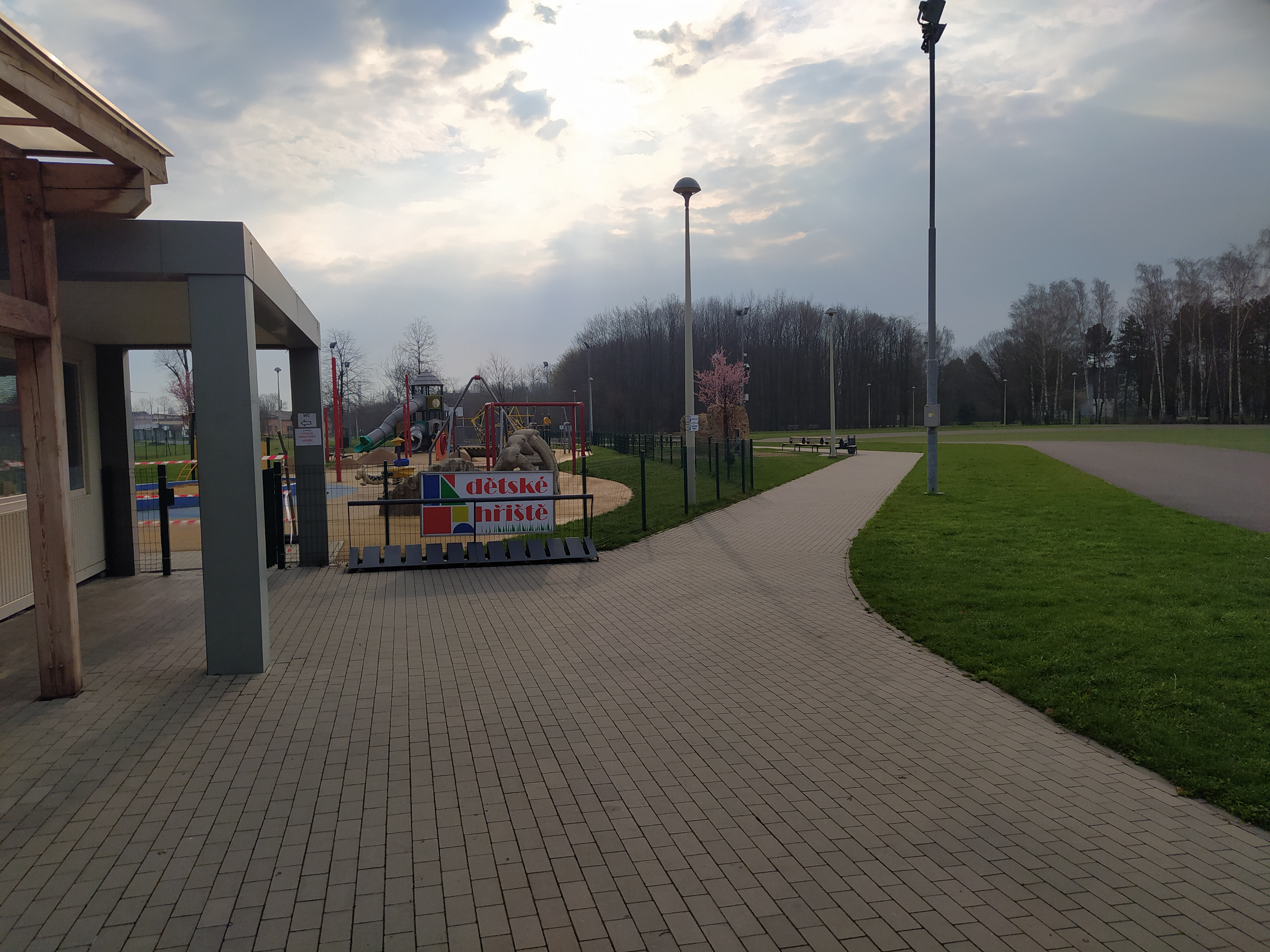
In-line park (vstup)

V areálu je restaurace, půjčovna bruslí a skříňky pro úschovu a u areálu je také parkoviště. Vstup se psy není povolen. Oplocená část parku je v době provozu volně přístupná.